# Kazimierz Oborski (pułkownik)
Kazimierz Oborski herbu Pierzchała (ur. prawdop. w 1780) – polski ziemianin, oficer polski ery napoleońskiej, powstaniec listopadowy.

## Życiorys
Oficjalnie syn Józefa Oborskiego i Petroneli z Ossowskich, a w rzeczywistości naturalny syn prymasa Poniatowskiego, posługiwał się tytułem hrabiego. W 1814 służył w szeregach w Pułku Krakusów jako szef szwadronu, uczestniczył w kampanii napoleońskiej i został wówczas odznaczony Orderem Legii Honorowej oraz Orderem Zjednoczenia. Był właścicielem dóbr ziemskich w okolicach Mińska Mazowieckiego.
Po wybuchu powstania listopadowego, w stopniu podpułkownika, 13 grudnia 1830 był inicjatorem sformowania 2 Pułku Jazdy Lubelskiego Wolnego Orła Białego. 12 stycznia 1831 podjął formowanie 2 pułku krakusów w Lublinie. Jednostka została później scalona w 2 Pułku Jazdy Sandomierskiej mjr. Floriana Karczewskiego, który od 27 lipca 1831 funkcjonował jako 9 Pułk Ułanów. Był określany jako „pułkownik z pospolitego ruszenia woj. lubelskiego (szef sztabu)”. Będąc w stopniu pułkownika 4 października 1831 został odznaczony Krzyżem Złotym Orderu Virtuti Militari (nr 3622).